# دينيسي غراي
دينيسي غراي (بالفرنسية: Denise Grey )‏ (و. 1896 – 1996 م) هي ممثلة، من فرنسا، توفيت في باريس، عن عمر يناهز 100 عاماً.

## جوائز
حصلت على جوائز منها:
- ضابط وسام جوقة الشرف
- نيشان الاستحقاق الوطني من رتبة ضابط
- قائد الفنون والآداب.

## وصلات خارجية
- دينيسي غراي على موقع IMDb (الإنجليزية)
- دينيسي غراي على موقع ألو سيني (الفرنسية)
- دينيسي غراي على موقع أول موفي (الإنجليزية)
- دينيسي غراي على موقع قاعدة بيانات الأفلام السويدية (السويدية)
- دينيسي غراي على موقع ديسكوغز (الإنجليزية)
- دينيسي غراي على موقع قاعدة بيانات الفيلم (الإنجليزية)
- دينيسي غراي على موقع كينوبويسك (الروسية)